# Cantó de La Sala
El cantó de Decazeville és un cantó francès del departament de l'Avairon, a la regió d'Occitània. Està inclòs al districte de Vilafranca de Roergue, té 7 municipis i té com a cap cantonal La Sala.

## Municipis
- Las Juniás
- Boissa e Panchòt
- La Sala
- Flanhac
- Livinhac lo Nalt
- Sent Partèm
- Sent Antin

## Història
| Data d'elecció                           | Identitat         | Partit        | Qualitat |
| ---------------------------------------- | ----------------- | ------------- | -------- |
| 1928-1962                                | Paul Ramadier     | SFIO          |          |
| 1962-1976                                | René Rouquette    |               |          |
| 1976-....                                | Pierre Delpech    | Divers droite |          |
| ...-2001                                 | Pierre Gadéa      | PS            |          |
| 2001-2008                                | Christian Tieulié | UMP           |          |
| 2008-                                    | Pierre Delagnes   | PS            |          |
| les dades anteriors no són pas conegudes |                   |               |          |
|                                          |                   |               |          |

## Demografia
| 1962   | 1968   | 1975   | 1982   | 1990   | 1999   | 2006   |
| ------ | ------ | ------ | ------ | ------ | ------ | ------ |
| 13.782 | 15.308 | 14.884 | 13.434 | 11.897 | 10.732 | 10.328 |